# Fouad Said

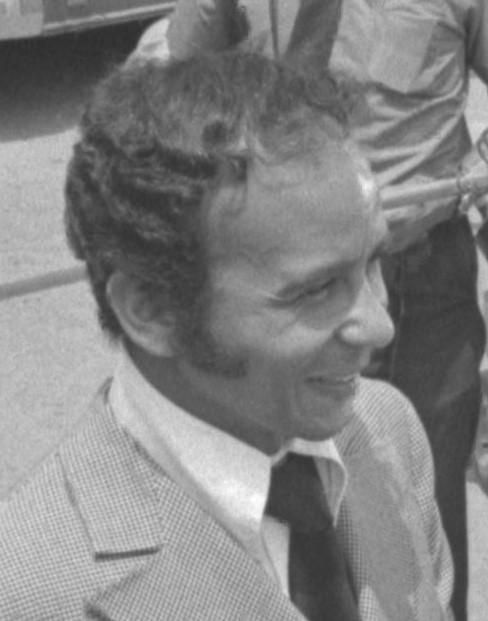
Fouad Said, 1970

Fouad Said (* 1933) ist ein ägyptischer Filmproduzent, Kameramann und Filmemacher.

## Frühes Leben und Ausbildung
Said absolvierte die USC School of Cinematic Arts und machte 1973 seinen Master an der University of Southern California. Seine Abschlussarbeit schrieb er über die Diversifizierung der Firma Cinemobile Systems von der Produktion von Ausstattungsfahrzeugen zur Filmproduktion.

## Karriere
Am bekanntesten ist er für die Erfindung des Cinemobils, eines mobilen Filmstudios, das am Set der Fernsehserie Tennisschläger und Kanonen entwickelt wurde und sich als einflussreich in Hollywood erwies. Said entwickelte den Vorläufer des Cinemobils, als er für den Produzenten Sheldon Leonard in Hongkong arbeitete. Er baute einen Ford Econoline Kastenwagen so um, dass er auf ein Frachtflugzeug verladen werden konnte, und füllte ihn mit der notwendigen Ausrüstung wie Kameras und Generatoren. Später erhielt er von der Academy of Motion Picture Arts and Sciences 1969 einen Scientific and Engineering Award „for the design and launch of the Cinemobile Series of Equipment Vehicles for Film Production on Location“.
Said finanzierte ein Entwicklungsstudio mit 10 Millionen Dollar an externen Investitionen. Taft Broadcasting wurde später die Muttergesellschaft des Studios, mit der United Artists Theatre Group und der Hemdale Film Corporation als Investoren.